# Леленъёган
Леленъёган (устар. Лелен-Еган) — река в России, протекает по Нижневартовскому району Ханты-Мансийского АО. Устье реки находится в 15 км от устья реки Кысъёган по правому берегу. Длина реки составляет 93 км, площадь водосборного бассейна — 1020 км².

## Притоки
(указано расстояние от устья)
- Варэмторигол (лв)
- 40 км: Пайтакулымигол (л)
- 52 км: Ванчигигол (л)
- 58 км: Вайигол (пр)
- 79 км: Амстаигол (пр)

## Данные водного реестра
По данным государственного водного реестра России относится к Верхнеобскому бассейновому округу, водохозяйственный участок реки — Вах, речной подбассейн реки — бассейн притоков (Верхней) Оби от Васюгана до Ваха. Речной бассейн реки — (Верхняя) Обь до впадения Иртыша.
Код объекта в государственном водном реестре — 13011000112115200037869.